# Ю Цзо
Ю Цзо (кит. 遊酢, пиньинь Yóu Zuò) по прозванию Динфу (кит. 定夫), люди называли его «Господин с гор Чжишань», (1053, провинция Фуцзянь — 1123) — философ-неоконфуцианец. Вместе с Ян Ши, Люй Далинем и Се Лянцзо причислялся почитателями к «четырём учителям школы братьев Чэн».
Служил на различных чиновничьих должностях окружного уровня. Имел высшую учёную степень цзиньши. Целью учёбы считал «просветление человеческой нравственности», главную роль в образовании отводил «Чжоу и». В последние годы жизни увлёкся учением буддизма школы Чань и философией даосизма, утверждая, что только основательное изучение буддийских сутр (против чего восставали конфуцианцы) даёт возможность судить о сходстве и различиях конфуцианства и буддизма. Сведения о жизни и творчестве Ю Цзо вошли в сборник «Сун Юань сюэ ань» («Учения эпох Сун и Юань»), составленный Хуан Цзунси и его учениками.